# Трикутний паркет

Трикутний паркет — замощення площини рівними правильними трикутниками, розташованими сторона до сторони.
Трикутний паркет є двоїстим до шестикутного паркету: якщо з'єднати суміжних трикутників, то проведені відрізки дадуть шестикутний паркет. Символ Шлефлі трикутного паркету — {3, 6}, що означає, що в кожній вершині паркету сходяться 6 трикутників.
Трикутні розбиття поширені в 3D-графіці. Трикутний паркет є основою для деяких ігор на клітинному полі: моделі «Життя» та інших двовимірних клітинних автоматів, кільцевих флексагонів і т. ін., але такі розбиття ігрових карт використовуються відносно рідко. Великим недоліком трикутного розбиття в іграх є великий периметр при невеликій площі (на протилежність шестикутного паркету).